# Li Qiang
Li Qiang (Whenzhou, Zhejiang; 23 de julio de 1959) es un político chino que se desempeña como actual primer ministro de la República Popular China desde marzo de 2023. Es miembro del 20º Comité Permanente del Politburó del Partido Comunista Chino y también fue miembro del 19º Politburó del Partido Comunista Chino.
Se unió al PCCh en 1983, y se convirtió por primera vez en secretario de la Liga de la Juventud Comunista de Wenzhou, Zhejiang. Más tarde sirvió en el departamento provincial de asuntos civiles, más tarde se convirtió en secretario del partido de Yong Kang, Wenzhou, secretario de Asuntos Legales Políticos de Zhejiang y más tarde secretario adjunto del partido de la provincia. En 2012 se convirtió en gobernador de Zhejiang, luego en secretario del partido de la provincia de Jiangsu y finalmente fue transferido al cargo de secretario del partido en Shanghái, puesto que ocupó de 2017 a 2023.
Trabajo junto con el actual secretario general del PCCh, Xi Jinping, en Zhejiang, Li es visto como un aliado cercano de Xi. Habiendo sido visto como una estrella en ascenso en la política china, se consideró que el cierre de dos meses en Shanghái en 2022 había dañado su imagen. Sin embargo, no obstante, fue ascendido al Comité Permanente del Politburó más tarde ese año.

## Carrera profesional
Li Qiang nació en Wenzhou, Zhejiang en 1959. Asistió a la Universidad Agrícola de Zhejiang (ahora fusionada con la Universidad de Zhejiang), donde se especializó en mecanización agrícola. Se unió al Partido Comunista Chino (PCCh) en abril de 1983. Fue secretario de la Liga de la Juventud Comunista del condado de Rui'an. Luego se desempeñó en funciones progresivamente superiores en el departamento provincial de asuntos civiles. Más tarde se convirtió en secretario del Partido Comunista de la ciudad de Yongkang, y luego secretario del partido de la ciudad a nivel de prefectura de Wenzhou . En 2005, Li obtuvo un asiento en el Comité Permanente del Partido provincial, sirviendo bajo el entonces secretario del partido, Xi Jinping, y también se convirtió en secretario general del comité provincial del partido, a cargo de la administración y coordinación.
Li tiene una maestría en Administración de Empresas de la Universidad Politécnica de Hong Kong.
En febrero de 2011, se convirtió en secretario de Asuntos Políticos y Legales de la provincia de Zhejiang, y varios meses después fue nombrado secretario adjunto del partido. 
En diciembre de 2012 se convirtió en gobernador interino de Zhejiang, sucediendo a Xia Baolong, quien fue ascendido a secretario provincial del partido y fue elegido oficialmente como gobernador en enero de 2013. En 2015, Li acompañó al líder del PCCh, Xi Jinping, en una visita de estado a Estados Unidos. En junio de 2016, Li Qiang fue nombrado secretario del partido de la provincia de Jiangsu, uno de los más importantes.[cita requerida] Posiciones políticas regionales en China. Sirvió durante 15 meses, convirtiéndose en el secretario del partido de Jiangsu con menos tiempo en la historia de la República Popular.
En octubre de 2017, luego del XIX Congreso del Partido, Li fue nombrado secretario del partido en Shanghái. En 2022, se culpó a Li por un cierre de dos meses en Shanghái, que afectó significativamente a la economía.
Li Qiang fue miembro suplente del 18.º Comité Central del Partido Comunista Chino (2012-17) En octubre de 2017, se convirtió en miembro de pleno derecho del 19.º Comité Central del PCCh y fue elevado al Politburó del PCCh.